# Бои за Сумы
Бои за Су́мы (укр. Бої за Суми) — боевые действия, начавшиеся 24 февраля 2022 года в результате вторжения России на Украину и проходившие на территории города Сумы Сумской области и в его окрестностях с целью установления контроля над ними. Через Сумскую область прошло несколько тысяч единиц российской бронетехники и несколько десятков тысяч военных. Бои окончились приблизительно к 6 апреля отводом российских войск из Сумской области.
На протяжении почти всего периода ведения наземных боевых действий в Сумской области российские войска находились под Сумами, обстреливая город и пытаясь окружить его, что привело к тяжёлой гуманитарной обстановке. Зафиксирован как минимум один эпизод, расценивающийся как военное преступление.

## Силы сторон

### Россия
- 4-я гвардейская танковая дивизия[7][8][9][10];
- 47-я танковая дивизия[11];
- 15-я отдельная гвардейская мотострелковая бригада[12];
- 200-я отдельная мотострелковая бригада[13];

### Украина
- 93-я отдельная механизированная бригада[13]
- 81-я отдельная аэромобильная бригада

## Хронология боевых действий

### Февраль

#### 24 февраля
Государственная пограничная служба Украины сообщила, что войска России атаковали государственную границу, в том числе в пределах Сумской области, с применением тяжёлой техники, артиллерии и стрелкового оружия.
Как сообщил глава Сумской областной государственной администрации Дмитрий Живицкий, днем российские войска заняли областной участок трассы М02. По сообщениям Госпогранслужбы Украины и Дмитрия Живицкого, пограничники, ВСУ и Национальная гвардия вступили в бой с российскими войсками в окрестностях Сум на территории городов Ахтырка и Конотоп, а через Глухов войска РФ прошли транзитом. Вечером Генеральный штаб ВСУ сообщил, что наступление РФ остановлено на реке Уж.

#### 25 февраля
Утром Дмитрий Живицкий сообщил о бое под Ахтыркой со стороны Великой Писаревки и о возможном миномётном обстреле Ахтырки со стороны Солдатского, а также о звуках автоматных очередей в Сумах около части территориальной обороны Украины на улице Кондратьева. Позже днём он сообщил, что украинскими войсками были дважды отражены атаки по Ахтырке, в Сумах ведутся бои силами территориальной обороны, а на границах города российские войска обустроили блок-посты, большое количество российской техники прошло через Сумы транзитом и направляется в Киев. Также российские силы взяли в кольцо город Конотоп. Сообщено об уничтожении Сумского артиллерийского училища.
В Ахтырке российскими войсками из РСЗО «Ураган» с применением кластерных боеприпасов были обстреляны ясли и детский сад. Погибли 6 человек, в том числе один ребёнок.

#### 26 февраля

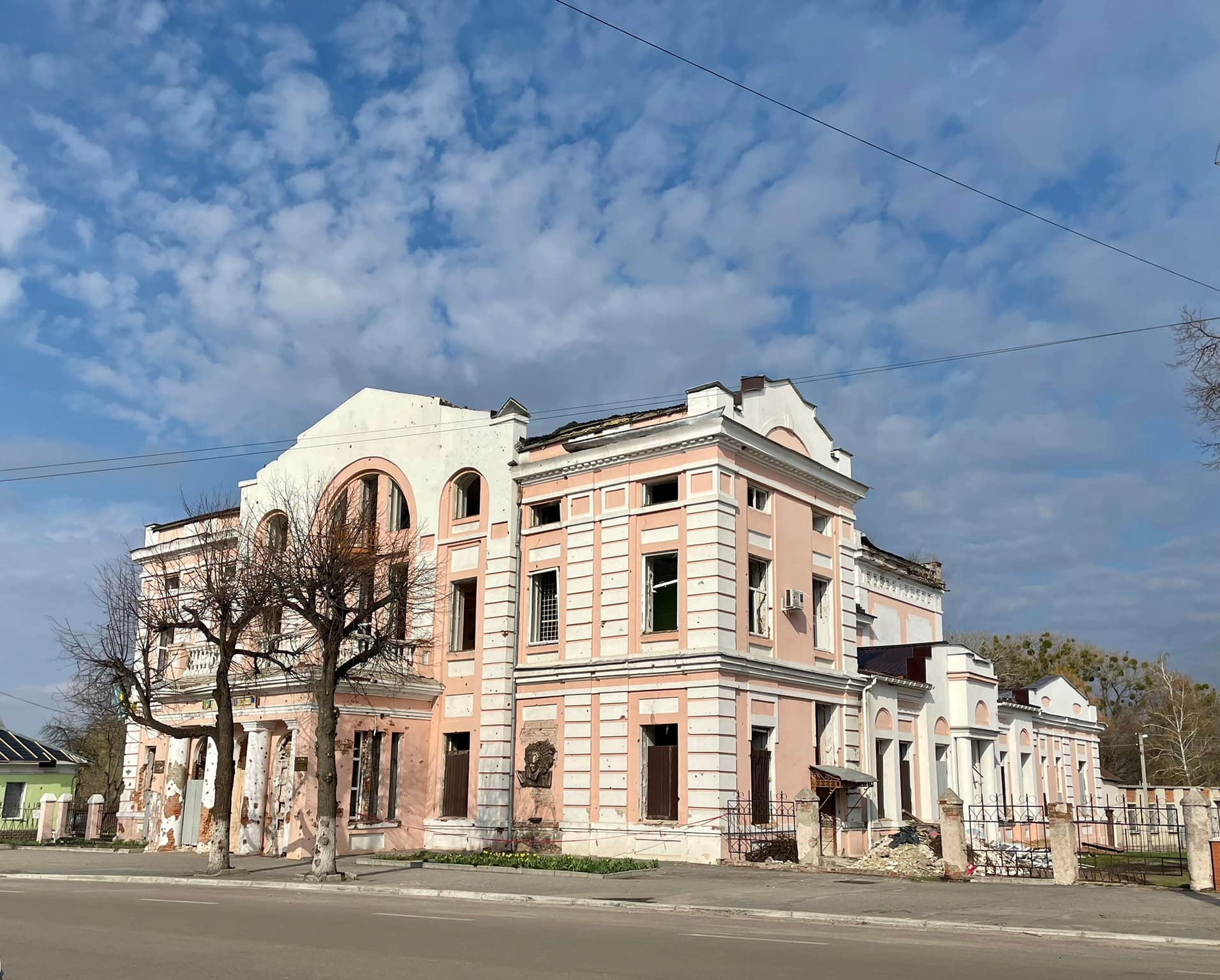
Дом культуры в Ахтырке (бывший народный дом) после обстрела

Издание «The Washington Post» сообщило, что бойцы территориальной обороны захватили российскую бронемашину и допросили солдата, находившегося в ней.
Машина с двумя датскими журналистами была атакована неустановленной стороной во время попытки доехать к обстрелянному ранее детскому саду в Ахтырке, журналисты получили пулевые ранения.

#### 27 февраля

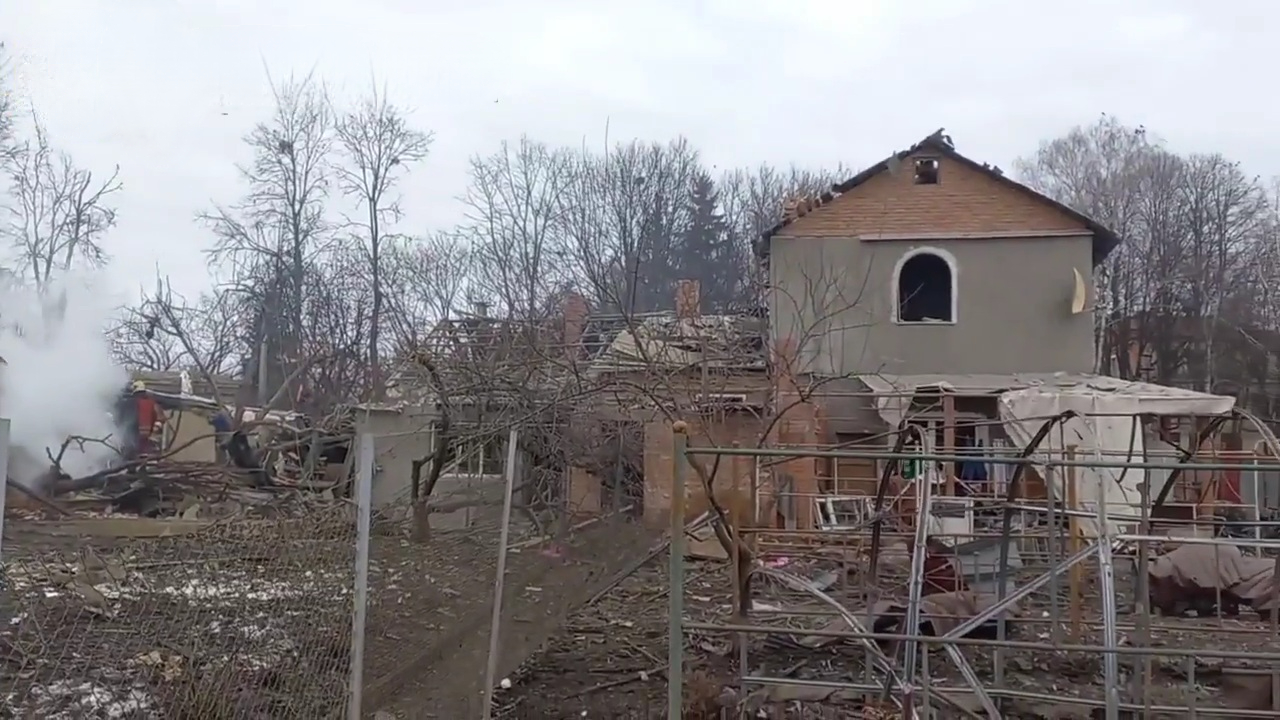
Последствия обстрела Сум 27 февраля

Украинская сторона по состоянию на 10:00 сообщила, что была отбита атака 2-й и 4-й танковой дивизии российских войск по направлению на Сумы и Прилуки.

#### 28 февраля
Как сообщил Дмитрий Живицкий, в результате обстрела российскими войсками из РСЗО «Град» украинской военной базы в Ахтырке были убиты более 70 украинских военнослужащих. Также сообщается, что в результате попадания снаряда была уничтожена нефтебаза в Ахтырке.
Украинские силы сообщили о сдерживании атак российских войск из Хомутовки Курской области на населённые пункты Глухов и Батурин. Сообщается, что на этом направлении действуют части российского 14-го армейского корпуса Северного флота и 47-й танковой дивизии 1-й гвардейской танковой армии. Ранее российские силы не атаковали этот район; Институт изучения войны предположил, что российские войска могут искать альтернативные пути сквозь сильную оборону Украины.

### Март

#### 1 марта
Генштаб Украины сообщил, что российские войска окружили Сумы, Лебедин и Ахтырку, а по Ахтырке ведётся сильный обстрел. Институт изучения войны предполагает, что российские силы не продвинулись на этом направлении за предыдущие 24 часа, и сосредоточились на подавлении очагов украинского сопротивления.
Дмитрий Живицкий сообщил о том, что в Сумской области состоялся первый с начала войны обмен военнопленными: по его словам, произошёл обмен 5 людей из территориальной обороны на одного российского офицера военной полиции. Также он заявил об уничтожении в этот день с помощью дрона Байрактар ТБ-2 около 80 единиц российской техники, половину из которой составляли системы «Град».

#### 2 марта
Сообщается, что две батальонных тактических группы (БТГ) 200-й отдельной мотострелковой бригады РФ продолжали удерживать Сумы, Лебедин и Ахтырку в осаде. Также сообщается, что в течение дня украинские самолёты Су-24 и Су-25 нанесли авиаудары в ряде украинских областей, в том числе в Сумской.
Украинская сторона заявила, что российские войска попытались достигнуть соглашения с властями Конотопа. Утверждается, что прибывшая делегация потребовала от мэра Артёма Семенихина сдать город, угрожая артиллерийскими обстрелами, на что мэр ответил отказом. Позже Живицкий сообщил, что с россиянами была достигнута договорённость:

Разговор с россиянами в Конотопе уполномоченного мною от военной администрации длился около 12 минут. Я был на громкой связи во время переговоров.
Договоренность следующая: Ни о какой смене власти речь не может идти. Они заинтересованы в правопорядке. Ввода войск не будет. Флаг украинский — на месте.

Есть уговор, что мы по ним не будем стрелять и не будет взаимных провокаций. Они остаются стоять на своих позициях. Будет обеспечен беспрепятственный проезд коммунального транспорта и служб, автомобилей быстрой, с продуктами, гуманитарных грузов
С российской стороны никакой информации о такой договорённости не поступало.

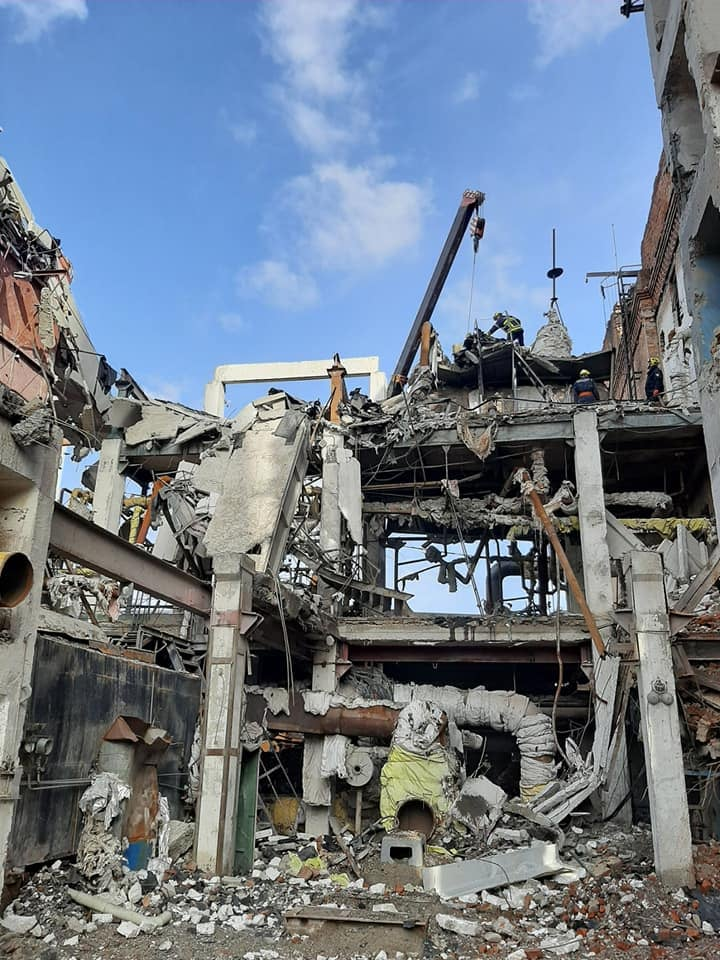
Руины Ахтырской ТЭЦ

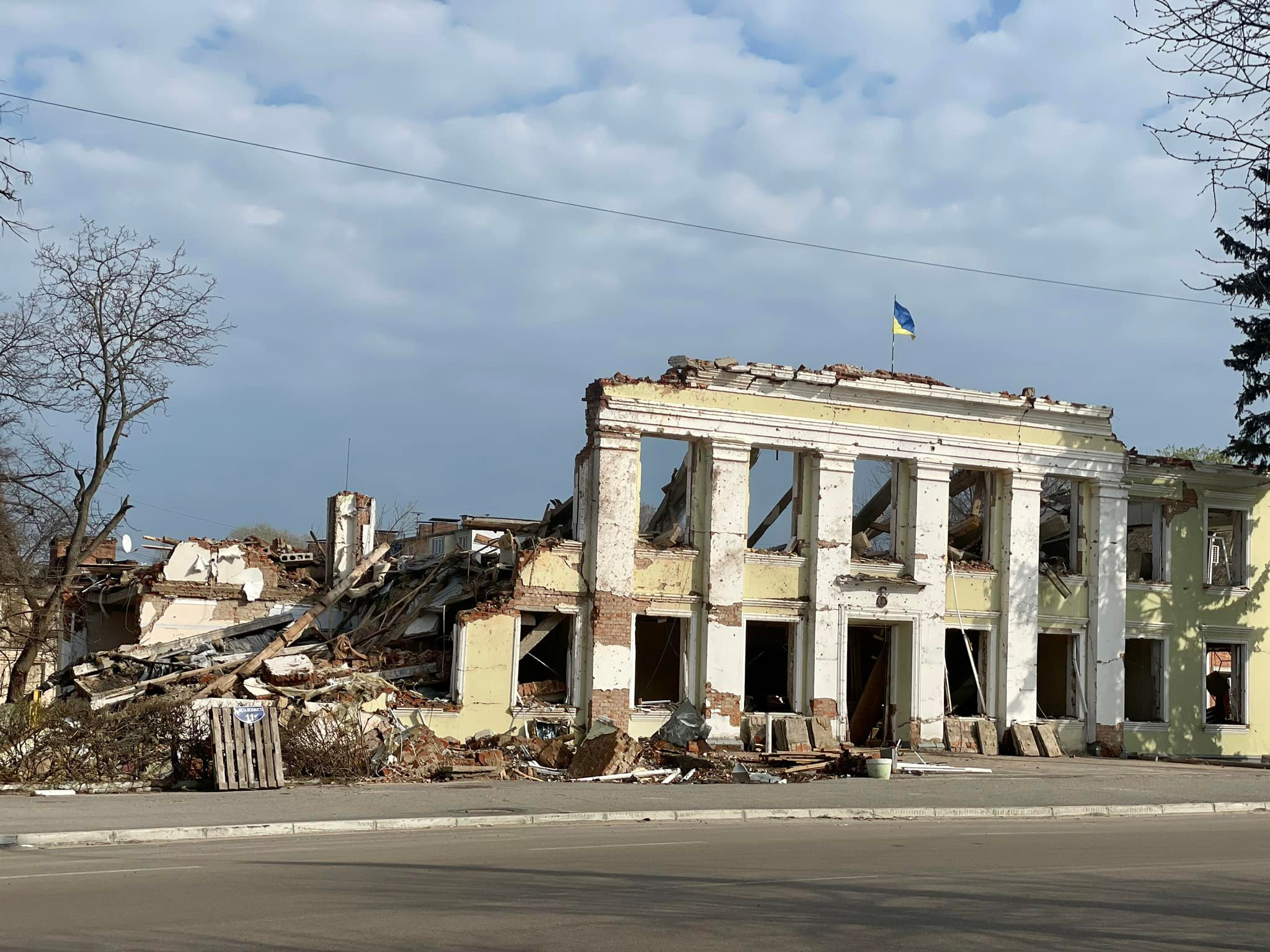
Здание Ахтырского городского совета после боёв

#### 3 марта
Генштаб Украины сообщил, что российские войска в течение дня не предпринимали попыток штурма города Сумы, сконцентрировавшись на продвижении к Киеву.
93-я отдельная механизированная бригада Украины сообщила об уничтожении нескольких российских танков под Сумами.
В результате бомбардировки российской авиацией была полностью уничтожена Ахтырская теплоэлектроцентраль, что оставило жителей города без света, тепла и воды.

#### 4 марта
Институт по изучению войны (ISW) предположил, что российские силы для продвижения на Киев используют две магистрали, идущие из Сум через Ромны и Прилуки на юге, и из Кролевца через Батурин и Бобрик на севере. Также было предположено, что украинские силы в этом районе не вели решительного сопротивления, отдав предпочтение обороне под Киевом.

#### 5 марта
Генштаб Украины сообщил об уничтожении российских механизированных сил в Сумской области без уточнения потерь противника.

#### 6 марта
Генштаб Украины сообщил, что российские войска сосредоточены на окружении Сум. Также было сообщено об атаке украинских сил на российский склад оружия возле Скрипалей по дороге через Прилуки к Броварам. По оценке ISW, продолжающиеся атаки на российские тыловые позиции вдоль линии наступления на Киев со стороны Сум могут задержать или сорвать попытки России начать наземное наступление на сам Киев с востока.

#### 7 марта
Российские войска до сих пор не взяли Сумы, что, по предположению ISW, создает россиянам дополнительные трудности с поддержанием длинных логистических линий, растянутых от России в Бровары через Сумы. Сообщается, что россияне так и не обезопасили весь участок критически важной дороги вдоль этой оси, более того, ISW, проанализировав сообщения в социальных сетях, указывает, что украинские силы по-прежнему контролируют Ромны, а украинские СМИ отмечают, что город Лебедин также всё ещё находится под контролем Украины. По оценке ISW, если российские войска не обезопасят свои наземные коммуникации с восточной стороной Киева, они рискуют столкнуться с проблемами в дальнейшем при попытке взятии столицы.
Генштаб Украины сообщил о подготовке российскими войсками штурма Сум, а также о том, что российские силы под Ахтыркой и Конотопом понесли потери 50 % состава и были вынуждены перегруппироваться и пополнить запасы.

#### 8 марта
Ночью российская авиация, по данным Государственной службы Украины по чрезвычайным ситуациям, атаковала жилые дома города Сумы на улице Роменска и Спартака. По сообщению Сумской областной прокуратуры, погибло 22 человека, из них 3 ребёнка. Окружная прокуратура Сум начала уголовное производство по факту нарушения законов и обычаев войны. Во время авиаударов российскими войсками улицы Роменской погиб Артем Прийменко с семьёй — многократный чемпион Украины по борьбе самбо.
Генштаб Украины сообщил, что украинские силы остановили наступление из Глухова до пяти БТГ 90-й танковой дивизии и четырёх БТГ 2-й общевойсковой армии РФ. Также было сообщено о том, что российские войска продолжают подготовку к окружению Сум.

#### 9 марта
Генштаб Украины сообщил, что россияне концентрируют авиацию для поддержки возможных воздушных операций в рамках более масштабной подготовки к наступлению на Сумы. ISW сообщает, что вокруг Сум шли ожесточенные бои.

#### 10 марта
Украинские силы сообщили об уничтожении около десятка российских артиллерийских орудий и боевых машин в неустановленном месте в Сумской области, а также утверждают, что украинские войска продолжали «операции по стабилизации» и территориальной обороне на северо-востоке Украины. Эти продолжающиеся боевые действия, по оценке ISW, указывают на то, что россияне изо всех сил пытаются укрепить контроль над линией снабжения со стороны Сум в Киев, и что украинские силы активно сопротивляются этому.

#### 11 марта
Как сообщает ISW, ситуация на сумском направлении не изменилась. Российские силы не захватили ни одной новой территории на северо-востоке Украины, и могут передислоцировать силы, атакующие восточный Киев, для защиты от украинских контратак в Сумской области.
Генштаб Украины сообщает, что российские силы «держат Сумы в окружении», но не предпринимают никаких новых атак. Ближе к полуночи Генштаб сообщил, что российские войска перебрасывают резервы в Великую Писаревку, Московский Бобряк и Лебедин. ISW указывает, что именно эти города проходят вдоль незащищённой логистической линии России на северо-востоке Украины.
Силы территориальной обороны совершили по меньшей мере две удачные атаки под Сумами, уничтожив или захватив несколько российских танков и артиллерийских установок.

#### 12 марта
Российские войска не предпринимали новых попыток наступления.

#### 13 марта
Генштаб Украины сообщил, что Россия перебросила дополнительные части из Центрального военного округа.

#### 14 марта
Ночью российскими войсками был нанесен авиаудар по жилым секторам Ахтырки. В результате атаки погибло по меньшей мере 3 местных жителя, было разрушено несколько домов.

#### 15 марта
Генштаб Украины сообщил, что российские войска не прекращают пытаться окружить Сумы и в течение суток провели несколько безуспешных атак. Также утверждается, что в России принуждают призывников подписывать контракты с целью пополнения частей 6-й общевойсковой армии, которая, по предположению ISW, действует на Харьковском или Сумском фронтах.
Украинские СМИ сообщали, что стороны договорились открыть несколько гуманитарных коридоров для эвакуации населения из Сум, Конотопа, Шостки, Тростянца и Лебедина.

#### 16 марта
Украинские силы отразили попытки российских войск окружить Сумы.
ISW сообщает, что несмотря на появившиеся в соцсетях видео, на которых зафиксировано передвижение российской бронетехники в Ахтырке, признаков полного захвата города нет.

#### 17 марта
ISW сообщает, что российские войска продолжают испытывать трудности в болотистой местности. В пример приводится видео, распространившееся в соцсетях, на котором запечатлено, как российский танк Т-80У 4-й танковой дивизии застрял в грязи в неустановленном месте где-то в Сумской области.

#### 18 марта

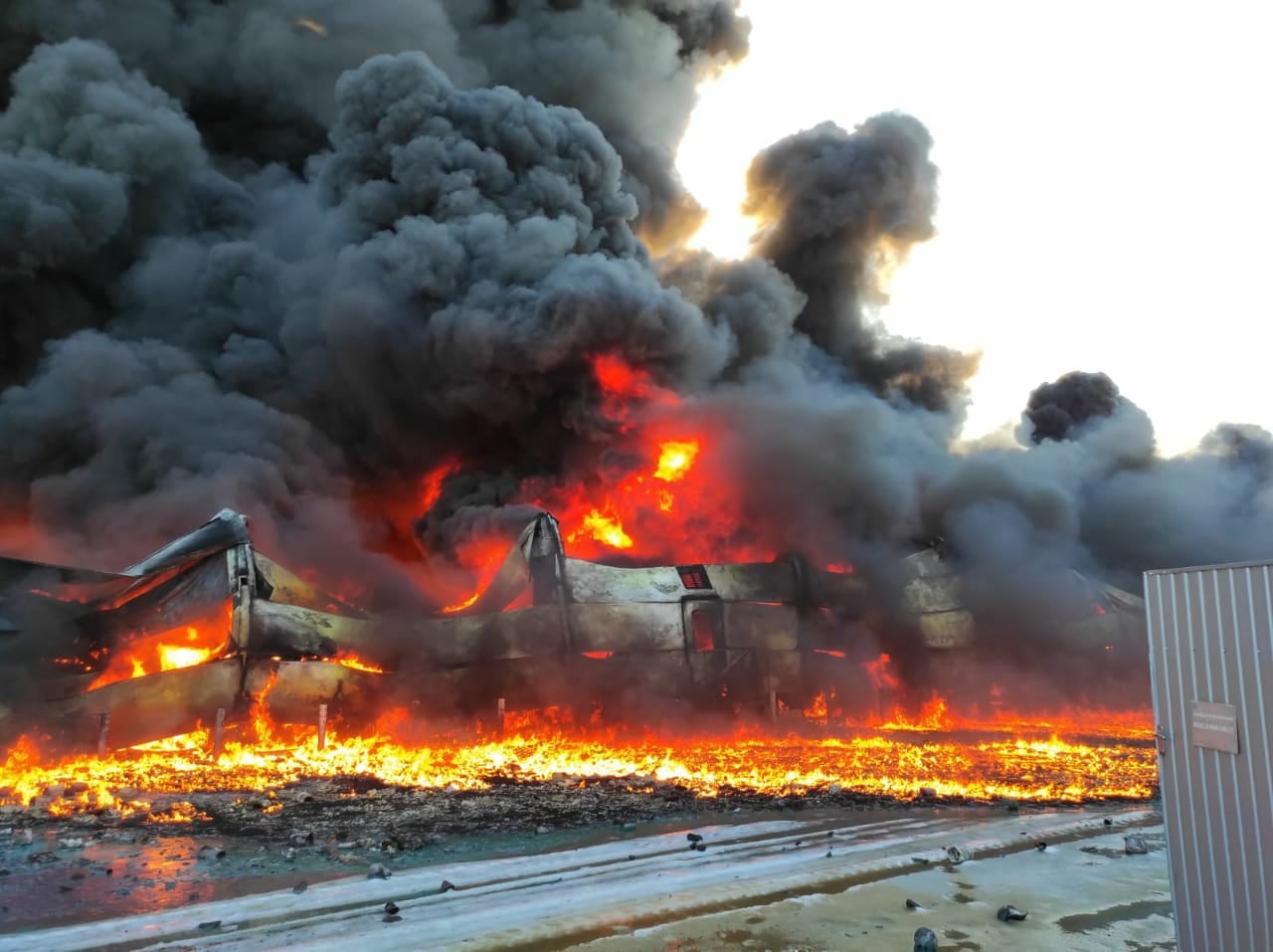
Горящий склад лакокрасочной продукции в Сумах, фото ГСЧС Украины

Генштаб Украины сообщил, что российские войска под Сумами провели разведку украинских позиций и пополнили припасы, но не вели активных наступательных действий.
Украинскими силами была уничтожена колонна снабжения недалеко от Тростянца.

#### 19 марта
В тылу российских войск, которые обогнули Сумы и продвинулись в направлении Киева, остался ряд населенных пунктов, до сих пор обороняемых ВСУ: Ромны, Лебедин, Тростянец и Ахтырка. Как утверждает австрийский военный аналитик Том Купер, это привело к тому, что большинству российских конвоев обеспечения для 41-й армии РФ на севере и 2-й танковой армии РФ на северо-востоке приходится проходить мимо множества украинских гарнизонов, которые постоянно устраивают засады.
Генштаб Украины сообщил, что российские силы продолжают давление в районе Сум.
В Тростянце российские солдаты убили пожилую женщину, ехавшую на велосипеде в больницу, а её мужа — ранили.

#### 20 марта
Генштаб Украины впервые сообщил о минировании российскими войсками местности.

#### 21 марта
Генштаб Украины сообщил, что российские силы в течение прошедших суток не вели активных наступательных действий.
ISW со ссылкой на распространенные в соцсетях материалы сообщила об уничтожении украинскими силами в Сумской области нескольких российских бронированных машин, предположительно 4-й гвардейской танковой дивизии.
Дмитрий Живицкий сообщил, в результате обстрела что на химзаводе «Сумыхимпром» поврежден резервуар с аммиаком ёмкостью в 50 тонн. По данным ГСЧС Украины, угрозы населению нет. По предварительной информации, жертв и пострадавших нет. Министерство обороны России заявило, что «украинские националисты» подстроили утечку аммиака несмотря на то, что сообщения указывают причиной утечки повреждения от российского артобстрела.

#### 22—24 марта
Генштаб Украины сообщил, что российские войска не предпринимают новых попыток штурма Сум, однако продолжают обстрел города артиллерией.

#### 25 марта
Генштаб Украины сообщил, что российские силы в течение прошедших суток не вели активных наступательных действий на Сумы.
По заявлению Дмитрия Живицкого, в течение 25 марта активные бои продолжались в Конотопском, Ахтырском и Сумском районах.

#### 26—27 марта
Генштаб Украины сообщил о передвижении колонны российского подкрепления в направлении Великого Самбора, Дептовки и Голинки в полночь. Также сообщается о контратаках, в результате которых украинские силы отбили Тростянец.

#### 28 марта
Генштаб Украины сообщил, что из-под Сум обратно в Россию была полностью выведена БТГ 1-й гвардейской танковой армии для возможной передислокации. Это первое с начала войны сообщение украинской стороны о полном выводе российского подразделения назад в Россию для передислокации на другое направление. Также сообщается о том, что российскими войсками было уничтожено множество мостов в Сумской области, в том числе в Конотопе. ISW предполагает, что это было сделано с целью помешать контратакам, что, по мнению ISW, указывает на невозможность возобновления российскими войсками крупных наступательных операций в регионе.

#### 29 марта
Генштаб Украины сообщил, что части 1-й гвардейской танковой армии РФ, которые были выведены с территории Украины и сконцентрированы в районе Сум на российской территории, направляются на другие направления, предположительно — на юго-восток Украины. Другие украинские источники заявляют, что части этой же армии направляются в Каменку. ISW указывает, что остается неясным идет ли речь об одних и тех же частях.

#### 30 марта
Российские войска не предпринимали наступательных действий в регионе, вместе с тем украинская сторона опровергает появившиеся ранее заявления российской стороны об отводе войск.

#### 31 марта
По утверждениям ISW, украинская армия скорее всего провела серию успешных контратак в Сумской области.
Дмитрий Живицкий заявил, что Сумская область была почти полностью освобождена от российских сил, за исключением Конотопа, однако ISW считает данное заявление ложным, так как аналитических центр не зафиксировал свидетельств того, что украинские войска отбросили россиян к международной границе, или полностью освободили город Сумы.

### Апрель

#### 1—2 апреля
Генштаб Украины сообщил, что части 4-й танковой дивизии РФ были замечены в Белгороде. ISW предполагает, что эти части были выведены из-под Сум.
Дмитрий Живицкий заявил, что 2 апреля российские войска начали отступление из Сумской области.
ISW, проанализировав сообщения местных источников, сообщил, что российские войска всё ещё контролируют участок от Белополья до Конотопа.

#### 3 апреля
Генштаб ВСУ заявил о начале отвода подразделений вооружённых сил РФ из района города Сумы. Сообщается, что одна БТГ 1-й гвардейской танковой армии занимается прикрытием отступления из Броваров через Сумы частей 2-й общевойсковой армии.
Согласно сообщению Дмитрия Живицкого, всю предыдущую неделю украинская сторона наблюдала большое накопление российских войск в Белопольской, Буринской, Путивловской общинах, а также в населенном пункте Новая Слобода Поповской общины. Также Живицкий сообщил об освобождении района Конотоп и проведении там зачистки от оставшихся российских сил, но ISW не смог подтвердить достоверность этого заявления.
По оценке ISW, россияне сосредоточили свои силы на прикрытии отступления от Киева. Институт предполагает, что российские войска продолжат удержание занятых позиций в Конотопе и под Сумами до завершения отступления от Киева, после чего, вероятно, также покинут почти все позиции к западу от Харькова и вернутся на территорию России.

#### 4 апреля
Дмитрий Живицкий заявил, что в область почти полностью освобождена от российских сил.
ISW констатирует, что точная оценка обстановки в регионе затруднена хаотичным отступлением российских войск. Институт предполагает, что здесь у россиян отсутствуют организованные оборонительные позиции, и украинские войска проводят операции по зачистке остатков российской армии. Так, сообщается о зачистке украинскими силами района Ромн.

#### 5 апреля
ISW указывает, что российские войска продолжают отступление по этому направлению, но остается неясным будут ли они удерживать в дальнейшем какие-либо позиции в регионе.

#### 6—7 апреля
Местные источники сообщают о полном освобождении Сумской области от российских сил.

#### 8 апреля
Российские войска полностью покинули Сумскую область.

## Эвакуация
2 марта Министерство иностранных дел Украины опубликовало заявление с требованием от российских войск прекратить огонь для эвакуации мирного населения из Харькова и Сум, а также обращением к правительствам Индии, Пакистана, Китая и прочих стран, чьи студенты находятся в городах, затребовать от российских властей открытия гуманитарных коридоров в другие украинские города.
По состоянию на 3 марта сообщалось, что более 500 иностранных студентов преимущественно из африканских стран, а также из Ирландии, Индии, Ливана и Турции, застряли в осаждённых Сумах без возможности эвакуироваться.
С 8 марта проводилась эвакуация мирных жителей и иностранных студентов по гуманитарному коридору Сумы — Полтава.

## Военные преступления
25 февраля детский сад в Ахтырке был обстрелян кассетными бомбами, в результате чего погибли гражданские. Amnesty International указывает, что сам по себе удар по детскому саду является нарушением, так как подобные объекты имеют особую защиту согласно закону. Также указывается, что применение неизбирательного оружия, такого как кассетные боеприпасы, запрещено международным правом. Констатируется, что нанесение неизбирательных ударов, в ходе которых погибают и получают ранения гражданские, является военным преступлением. Генеральный секретарь Amnesty International Аньес Калламарад сказала следующее: «Нет никакого оправдания сбрасыванию кассетных боеприпасов в населённых пунктах, не говоря уже о районе школы. Это нападение несёт в себе все признаки применения Россией этого по своей сути неизбирательного и запрещённого на международном уровне оружия и демонстрирует вопиющее пренебрежение к жизни гражданских лиц».
23 мая Вадим Шишимарин, первый обвиняемый в военных преступлениях в Украине, был признан виновным в убийстве 62-летнего мирного жителя в посёлке Чупаховка Ахтырского района 28 февраля и приговорён к пожизненному заключению по статье о нарушении законов войны.